# 군사기밀누설죄
군사기밀누설죄(軍事機密漏泄罪)는 국가의 안전 보장을 위하여 지켜야 할 군사에 관한 기밀을 외부에 누설하는 범죄이다. 흔히 군사기밀보호법 위반이 해당된다.

## 설명
군사기밀누설죄는 군사기밀을 보호하여 국가안전보장에 이바지하기 위해 제정한 법률인 군사기밀보호법 또는 군사시설보호법에 위반되는 범죄이다. 업무상 군사기밀을 취급하는 사람 또는 취급하였던 사람이 그 업무상 알게 되거나 점유한 군사기밀을 타인에게 누설한 경우에는 3년 이상의 유기징역, 1천만원 이상의 벌금에 처한다.(동법 제13조 제1항)
군사기밀은 그 내용이 누설되는 경우 군사보안, 국가안전보장에 미치는 영향의 정도에 따라 1급 비밀, 2급 비밀, 3급 비밀로 등급을 구분한다. 군사기밀은 내용과 가치의 정도에 따라 적절히 보호할 수 있는 최저등급으로 지정하여야 한다. 군사기밀을 취급하는 자는 지정된 군사기밀에 대하여 군사기밀이라는 뜻을 표시 또는 고지하여야 한다. 군사기밀을 관리 또는 취급하는 부대 또는 기관의 장은 군사보호구역을 설정할 수 있다. 군사기밀을 지정한 자는 군사기밀로 지정된 사항이 군사기밀로서 계속 보호할 필요가 없게 된 때에는 지체 없이 그 지정을 해제하여야 한다.
국방부 장관 또는 방위사업청장은
1. 국민에게 알릴 필요가 있을 때
2. 공개함으로써 국가안전보장에 현저한 이익이 있다고 판단될 때

에는 대통령령으로 정하는 바에 따라 군사기밀을 공개할 수 있다.(동법 제7조) 국방부장관 또는 방위사업청장은
1. 법률에 따라 군사기밀의 제출 또는 설명을 요구받았을 때
2. 군사외교상 필요할 때
3. 군사에 관한 조약이나 그 밖의 국제협정에 따라 외국 또는 국제기구의 요청을 받았을 때
4. 기술개발, 학문연구 등을 목적으로 연구기관 등이 요청할 때

에는 군사기밀을 제공하거나 설명할 수 있다.(동법 제8조) 모든 국민은 군사기밀의 공개를 국방부 장관에게 문서로써 요청할 수 있다.(동법 제9조)
군사기밀의 보호조치의 불이행, 손괴·은닉, 탐지·수집, 누설, 신고·제출의 불이행, 군사보호구역에 침입하는 것은 처벌된다.(22조와 부칙) 군사안보지원사령부 또는 국가정보원에서 주로 이 범죄와 관련된 수사를 한다.

## 유출 사례

### 박근혜-최순실 게이트
2016년 박근혜-최순실 게이트에서, 대통령 몇단계 아래 계급의 부하직원인 3성 장군이 군사 1급 비밀로 지정한 내용을 민간인 최순실에게 누설한 경우, 공무상비밀누설죄(형법 제127조), 외교상기밀누설죄(형법 제113조), 군사기밀누설죄(군사기밀보호법 제13조)가 되는지 여부에 대해 논쟁이 있었다. 서울중앙지검은 정호성 비서관을 공무상비밀누설죄 혐의로 구속 기소했지만, 박근혜 대통령은 키친 캐비닛이라서 합법적이라고 주장했다.

### 주요 사례
- 2017년 4월 3일 - 2016년 9월 국방부 내부 전상망이 해킹으로 인해 1급 비밀에 해당되는 작전계획 5027이 유출된 것으로 알려졌다.[1]
- 2019년 10월 1일 - 연인끼리 군사기밀을 주고 받다가 적발되자 남녀 모두에게 징역형이 선고됐다.[2]
- 2020년 1월 15일 - 전역 후 김앤장 법률사무소에 취업하기 위해 군사기밀을 유출한 공군 중령에게 징역형이 선고되었다.[3]

## 같이 보기
- 공무상비밀누설죄
- 외교상기밀누설죄
- 대한민국 군형법
- 국가보안법